# Ochlerotatus annulipes
Ochlerotatus annulipes (of Aedes annulipes) is een muggensoort uit de familie van de steekmuggen (Culicidae). De wetenschappelijke naam van de soort is voor het eerst geldig gepubliceerd in 1830 door Meigen.